# Dischidia longifolia
Dischidia longifolia är en oleanderväxtart som beskrevs av Odoardo Beccari. Dischidia longifolia ingår i släktet Dischidia och familjen oleanderväxter. Inga underarter finns listade i Catalogue of Life.